# Fanny Cadeo
Stefania Cadeo, mais conhecida com o apelido de Fanny, (Lavagna, 11 de setembro de 1970) é uma atriz e modelo italiana.

## Biografia
Nascida em 1970, diploma-se em Línguas e entra no show-business. No entretanto atende inùmeras aulas de canto, dança e jazz moderno. Ela fez sua estréia na televisão como Velina  na emissão Striscia la Notizia (anos 1992 e 1994) e, ao mesmo tempo ela posa nua para revistas italianas e estrangeiras.
Ele também executa várias canções, como "cover" para Mambo Italiano (1993) e Eu quero seu amor (1994) e dança Living in the Night (2000).
Em 1995 ela ganhou um papel no filme Trinità & Bambino ... e adesso tocca uma noi. Em 2003 ela estava no elenco de Buona Domenica.
Em 2012 ela atua Porzia em O Mercador de Veneza de Shakespeare. A partir de 2012 al 2014 ela trabalha para Rai Radio 1 no programa L'Italia che va com Daniel Della Seta.

### Teatro
- Gocce di luna - regia di Armando Marra
- Passerellecom Platinette - directione de Mino Bellei
- Sex and City - direction de Fabio Crisafi
- Arrivederci e grazie (monologues) com Manuela Kustermann - direction de Giancarlo Nanni
- Portami tante rose.it com Valeria Valeri - direction de Marco Mattolini
- Rimanga tra noi com Antonio Giuliani - direction de Antonio Giuliani
- Mi ritorni in mente avec Franco Oppini - direction de Renato Giordano
- O Mercador de Veneza de William Shakespeare papel de Porzia, com A. Buscemi, direction de A. Buscemi